# Onderweg naar Morgen
Onderweg naar Morgen to holenderska opera mydlana, emitowana od 3 stycznia 1994 roku do 14 maja 2010 roku. Do dziś doczekała się 3225 odcinków. Serial bazuje na amerykańskiej operze mydlanej pt. Ryan’s Hope. Twórczynią programu jest Pia Blanco. Jest to druga pod względem długości i jednocześnie druga pod względem popularności opera mydlana w Holandii.

## Ostatnia obsada
| Aktor                   | Postać              | Lata                 |
| ----------------------- | ------------------- | -------------------- |
| Pamela Teves            | Bettina Wertheimer  | 1994–2010            |
| Frits Jansma            | JP                  | 1994–2010            |
| Sander de Heer          | Dr. Marnix Klein    | 2004–2010            |
| Annelieke Bouwers       | Sanne Klein         | 2004–2010            |
| Katarina Justic         | Shirina Delic       | 2004–2010            |
| Gürkan Küçüksentürk     | Dr. Ilyas Cabar     | 2004–2010            |
| Levi van Kempen         | Junior Couwenberg   | 2005–2010            |
| Ilana Rooderkerk        | Esmee Klein         | 2005–2010            |
| Hicham Chairi Slaimani  | Yousef El-Bassity   | 2005–2006, 2006–2010 |
| Lauretta Gerards        | Malú Branca         | 2006–2010            |
| Natalie Edwardes        | Dr. Tess Lindeman   | 2008–2010            |
| Jörgen Scholtens        | Sytze Eyzinga       | 2008–2010            |
| Bob Wind                | Maarten Luzack      | 2008–2010            |
| Dirk Taat               | Alex Luzack         | 2008–2010            |
| Miljuschka Witzenhausen | Jacq(ueline) Brunel | 2008–2010            |
| Bo Maerten              | Kim Klein           | 2008–2010            |
| Miryanna van Reeden     | Maus Dullaert       | 2009–2010            |
| Mick de Lint            | Jasper Klein        | 2009–2010            |